# مجلة فرويندين (الصديقة)
مجلة فرويندين Freundin (والتي تعني مجلة الصديقة) هي مجلة نسائية ألمانية نصف شهرية تصدر في ميونخ بألمانيا.

## تاريخ المجلة
تأسست مجلة فرويندين Freundin في عام 1948. تعتبر المجلة جزء من مجموعة هوبرت بوردا للإعلام، وتنشرها مجموعة هوبرت ستايل كل أسبوعين كل يوم أربعاء. يقع مقر المجلة في ميونيخ. ويشغل نيكولاس ألبريشت منصب رئيس تحرير المجلة التي تستهدف جمهور النساء من سن 25 عامًا.
بدأت المجلة موقعها على الإنترنت في عام 1996، حيث عمل ريناتي روزنثال بها سابقًا.

## التداول
احتلت مجلة فرويندين Freundin في عام 2001 المرتبة الخامسة والثلاثون ضمن أكثر المجلات النسائية مبيعًا في جميع أنحاء العالم مع توزيع 605,000 نسخة. بلغ تداول المجلة خلال الربع الرابع من عام 2003 حوالي 465,418 نسخة. كما بلغ توزيعها خلال الربع الأخير من عام 2004 حوالي 516926 نسخة، ثم بلغ 516443 نسخة في عام 2010. ونشرت المجلة 363639 نسخة في الربع الرابع من عام 2014.

## روابط خارجية
- Official website